# Bayonet Constitution
Die sogenannte Bayonet Constitution, die Verfassung des Königreich Hawaiʻi von 1887 war ein Rechtsdokument, das von Antimonarchisten erzwungen wurde, um der hawaiischen Monarchie unter König Kalākaua einen Großteil ihrer Autorität zu entziehen und eine Machtübertragung an US-amerikanische, europäische und einheimische hawaiische Eliten einzuleiten.

## Geschichte
Der Einfluss der Vereinigten Staaten in Hawaiʻi wurde seit ca. 1850 immer größer, vor allem durch den Vertrag über zollfreien Zuckerexport in die USA von 1875.
Im Jahr 1887 kam es zu einem bewaffneten Umsturz der von Geschäftsleuten und Plantagenbesitzern um Sanford Dole unterstützten Miliz Hawaiian League, der König Kalākaua zwang, eine von Lorrin Thurston im Geheimen verfasste neue Verfassung Hawaiis anzuerkennen. Am 6. Juli 1887 unterzeichnete der König die Verfassung für das Königreich mit ihm vorgehaltener Waffe, was dem Dokument den Spitznamen "Bayonet Constitution" einbrachte. Die Vereinigten Staaten erhielten im Verlauf des Aufstandes auch das alleinige Nutzungsrecht über Pearl Harbor.
Die Verfassung, die formal nie von der Gesetzgebenden Versammlung Hawaiis (Hawaiisch: ʻAhaʻōlelo o ke Aupuni o Hawaiʻi) in Kraft gesetzt wurde, führte in der Praxis zum Verlust des Wahlrechts aller asiatischen Bewohner. Bei den Ureinwohnern Hawaiis war das Wahlrecht nun an ein bestimmtes Einkommen und Vermögen geknüpft, was den Kreis dieser Wähler einschränkte. Faktisch verlagerte sich hierdurch der politische Einfluss auf die eingewanderten Europäer und US-Amerikaner. 
1893 versuchte die neue Königin Liliʻuokalani eine neue Verfassung durchzusetzen, scheiterte jedoch wiederum. Nach dem Sturz der Königin Liliʻuokalani durch einen Putsch wurde am 15. Februar 1894 ein Komitee gebildet, das im März offiziell den Auftrag zur Ausarbeitung einer Verfassung für die zu gründende Republik Hawaii erhielt, da die Bemühungen um eine schnelle Annexion durch die USA keinen Erfolg hatten. Diese Verfassung wurde am 3. Juli 1894 durch einen Verfassungskonvent bestätigt und trat am folgenden Tag in Kraft.